# Заречный сельский округ (Северо-Казахстанская область)
Заречный сельский округ (каз. Заречный ауылдық округі) — административная единица в составе Есильского района Северо-Казахстанской области Казахстана. Административный центр — село Чириковка.
Население — 1793 человека (2009, 2774 в 1999, 3574 в 1989).

## История
Заречный сельсовет образован 27 октября 1924 года. 12 января 1994 года постановлением главы Северо-Казахстанской областной администрации в существующих границах создан Заречный сельский округ.

## Охрана животного мира
На территории округа находится учреждение по охране и воспроизводству животного мира «Красный бор», которое входит в состав резервного охотничьего угодья «Красный бор», площадью 62,3 тысяч гектар. Он создан для охраны и воспроизводства копытных диких животных, обитающих на данной территории, и в первую очередь завезённых маралов и кабанов. По данным учёта 2019 года на территории обитает 1280 маралов, 1153 косули, 368 кабанов, а также зайцы, лисы, боровая, водоплавающая дичь и другие животные.

## Социальные объекты
На начало 2020 учебного года в округе функционируют средняя, основная школа и 2 мини-центра с полным днём пребывания для детей дошкольного возраста.
На территории округа имеется фельдшерско-акушерский пункт в селе Чириковка и медицинский пункт в селе Караагаш.
Функционируют две библиотеки, казачий этнокультурный центр «Бірлік» и центр досуга молодёжи.

## Состав
В состав сельского округа была включена территория ликвидированного Караагашского сельского совета (села Караагаш, Алка). 21 июня 2019 года были ликвидированы села Жаналык, Орталык.
В состав округа входят такие населённые пункты:
| Населённый пункт | Население, человек (1989) | Население, человек (1999) | Население, человек (2009) |
| ---------------- | ------------------------- | ------------------------- | ------------------------- |
| Алка, село       | 282                       | 223                       | 122                       |
| Гурьяновка, село | 254                       | 143                       | 34                        |
| Жаналык, село    | 378                       | 259                       | 85                        |
| Караагаш, село   | 900                       | 570                       | 311                       |
| Луговое, село    | 123                       | 107                       | 78                        |
| Орталык, село    | 217                       | 210                       | 129                       |
| Чириковка, село  | 1420                      | 1268                      | 1034                      |